# 村田美紀
村田美紀（1984年7月11日—），是一位日本女性播報員，目前於北海道電視台（HTB）服務。血型A型。

## 略歷
東京都出生。自學習院大學畢業後，與NHK仙台放送局簽下合約，以契約主播的身分工作（2010年4月至2012年3月）。2012年4月，進入北海道電視台，同期入社的還有前NHK室蘭放送局契約主播岸田彩加。
興趣是觀賞運動賽事（特別是足球）、滑雪、網球、旅行、看電影及閱讀（喜歡東野圭吾和石田衣良的著作），專長為書道（2段）。目前已通過税理士檢定。

## 主持節目

### 現在主持節目
- 第一推薦!Morning（日语：イチオシ!モーニング）（新聞部份主持人）
- HTB News（日语：HTBニュース）（不定期）

### 過去主持節目

#### NHK時期
- 電視政宗（日语：てれまさむね）（2010年3月29日 - 2012年3月30日）
- 元氣日本列島（日语：お元気ですか日本列島）

## 外部連結
- 北海道テレビ プロフィール （日語）
- みき日和（HTBホームページ内 本人ブログ）　（日語）
- NHK仙台放送局　アナ・キャス日記 （日語）
- NHK仙台放送局 プロフィール （页面存档备份，存于） （日語）